# عقد 1750
عقد 1750 هو عقد امتد بين 1 يناير 1750 و31 ديسمبر 1759 بحسب التقويم الميلادي. سبقه عقد 1740 ولحقه عقد 1760.

## أحداث
- غارة دارتموث (1751)
- زلزال لشبونة 1755 (1755)
- غزو هانوفر (1757)

## مواليد
- جون أندريه (1750)
- يوهان شنايدر (1750)
- رينيه لويش ديفونتين (1750)
- فرنسيسكو ميراندا (1750)
- جون ستافورد سميث (1750)
- كارولين هيرشل (1750)
- لويز أميرة الدنمارك (1750)

## وفيات
- الإمبراطور ساكوراماتشي (1750)
- جورج برنارد بلفنجر (1750)
- ألبرتو دي تشوريجيرا (1750)
- جان-لويس بيتي (1750)
- ألبرتوس شولتنز (1750)
- فرانتز البرت ايبينوس (1750)
- أرون هيل (1750)
- موريس دي ساكس (1750)

## كتب
- Yves Denis Papin (1998). Chronologie de l'histoire ancienne. Lieu de publication non identifié: Éditions Jean-paul Gisserot. ISBN:2-87747-346-5. OCLC:40746926. مؤرشف من الأصل في 2022-03-16.
- موسوعة حضارة العالم (2002) لأحمد محمد عوف.

## روابط خارجية
- تصفح سنة بسنة عقد 1750 على موقع onthisday.com
- تصفح سنة بسنة عقد 1750 ابتداءً من سنة عقد 1750 على موقع المكتبة الوطنية الفرنسية